# 悉尼市
悉尼市（英語：City of Sydney）位於澳洲新南威爾斯州，由悉尼商業中心區及附近的悉尼都會區的內西區的市區組成。悉尼市是一個地方政府區域，以往的地方政府區域南悉尼市於2004年2月6日正式併入該市。
合併前，悉尼市內的郊區包括現時的悉尼商業中心區、東面的烏路毛路、南面的禧市、西面的卑滿（Pyrmont）及歐迪模（Ultimo）等等。
悉尼商業中心區被東面的麥覺理街、南面的利物浦街（Liverpool Street）、西面的西區幹道（Western Distributor）、北面的環形碼頭及悉尼港毗鄰環繞。合併前，南悉尼市內的郊區包括亞力山打（Alexandria）、打靈頓（Darlington；現時主要由悉尼大學佔用）、亞士堅胡（Erskineville）、新镇（Newtown）、紅坊（Redfern）、忌獵（Glebe）、華打魯（Waterloo）及帕丁頓（Paddington）。

## 悉尼市轄區
以下是悉尼市所轄的郊區：
| 辖区           | 英文            |
| -------------- | --------------- |
| 亞力山打       | Alexandria      |
| 比更士菲       | Beaconsfield    |
| 百老匯         | Broadway        |
| 奇彭代爾       | Chippendale     |
| 達令赫斯特     | Darlinghurst    |
| 打靈頓         | Darlington      |
| 多維斯角       | Dawes Point     |
| 伊利沙伯灣     | Elizabeth Bay   |
| 亞士堅胡       | Erskineville    |
| 伊夫利         | Eveleigh        |
| 科厘士羅治     | Forest Lodge    |
| 忌獵           | Glebe           |
| 禧市           | Haymarket       |
| 美羅仕般       | Millers Point   |
| 摩亞公園       | Moore Park      |
| 樸斯般         | Potts Point     |
| 卑滿           | Pyrmont         |
| 紅坊           | Redfern         |
| 蔞士卑厘       | Rosebery        |
| 喇樹吉打士卑   | Rushcutters Bay |
| 薩里山         | Surry Hills     |
| 悉尼商業中心區 | Sydney CBD      |
| 岩石區         | The Rocks       |
| 歐迪模         | Ultimo          |
| 華打魯         | Waterloo        |
| 烏路毛路       | Woolloomooloo   |
| 泄蘭           | Zetland         |

## 悉尼市內的地區
以下是悉尼市的地區：
- 唐人街
- 環形碼頭
- 達令港（Darling Harbour）
- 山羊島（Goat Island）
- 花園島（Garden Island）
- 国王十字（Kings Cross）
- 麥當勞城（Macdonaldtown）

## 歷史

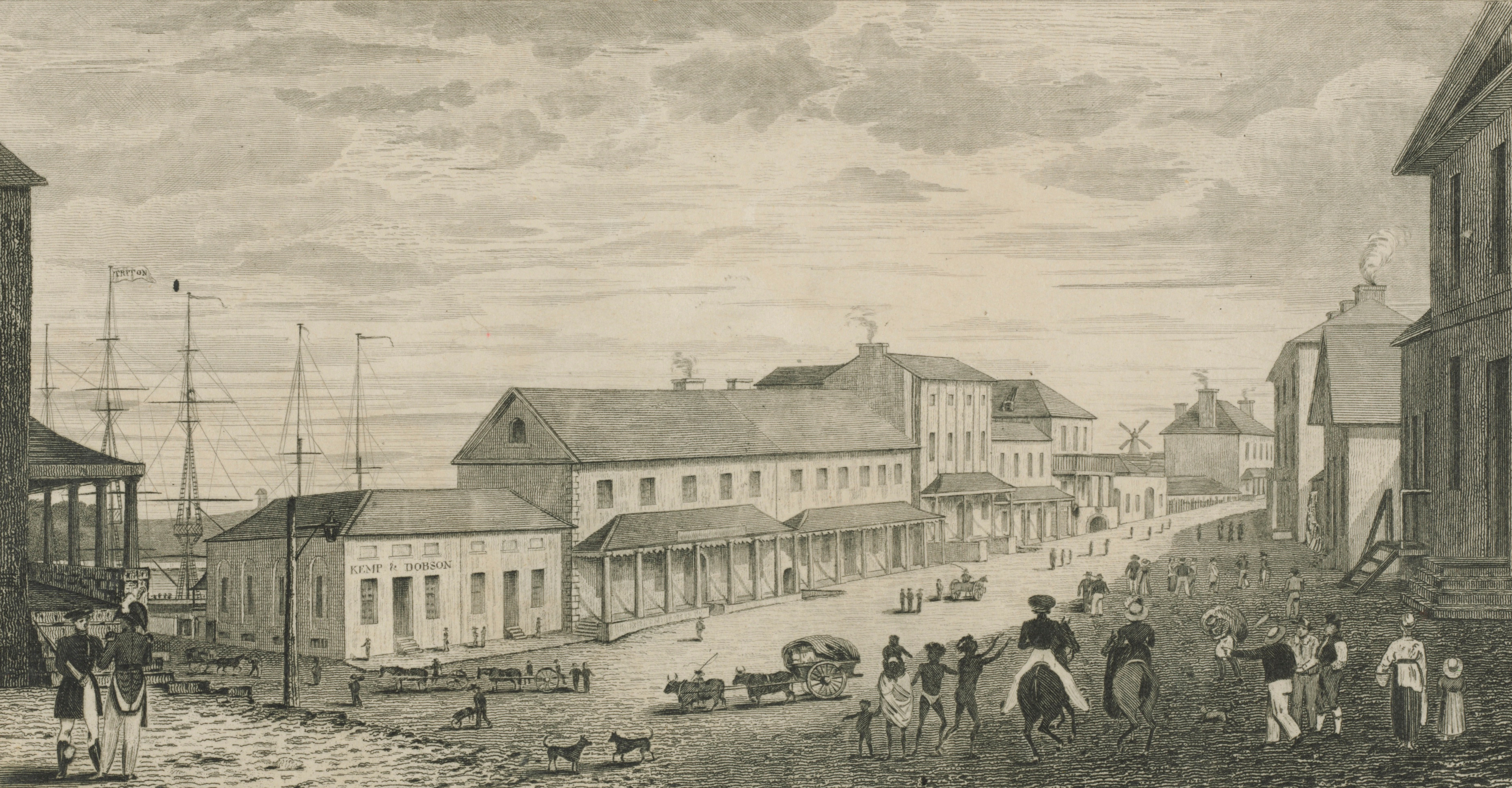
約1828年的悉尼下喬治街

悉尼市1842年通過市政府法令（Corporation Act）成立，範圍包括現時的烏路毛路、薩里山、奇彭代爾和卑滿，面積合共11.65平方公里。邊界郵政設置了六個區域。邊境郵政今日仍見於悉尼廣場前方。
1900年起，悉尼市的範圍多次變更。1909年，金巴當（Camperdown）自治市與悉尼市合併。1949年，亞力山打、打靈頓、亞士堅胡、新镇、紅坊、忌獵、華打魯及八丁頓併入。1968年，不少上述郊區納入新成立的南悉尼自治市。1982年，南悉尼市併入悉尼市，於1988年透過《悉尼市法令》再度獨立，其範圍縮減了6.19平方公里。2004年2月，悉尼市再度擴大，兩個議會區域合併；現時人口約有177,000人。
悉尼市是悉尼和平獎的主要贊助者。

## 政治
正如上文所述，自1945年起，悉尼市的選舉範圍在至少4個時刻，被州政府大力地改變，以為當時的新南威爾斯州議會的執政黨製造優勢。其後，澳洲工黨和澳洲自由黨接替，兩大黨的政府先後重新規劃選舉的範圍，將傳統上的支持他們的內郊區編入，並將傳統上不支持的撇除。
面對悉尼議會的分裂狀況，澳洲自由黨遂於1987年重組，將南部的郊區合組成新的南悉尼議會。據說，這是要為自由黨製造優勢，因為南部郊區一直以來是工黨的票源。
2004年，澳洲工黨州政府把悉尼市與南悉尼市議會合併，恢復原狀。有評論家指，這意味著已控制州政府的工黨有意建立「超級議會」掌握大權。議會合併後，選舉於2004年3月27日舉行。獨立候選人克羅夫·摩爾（Clover Moore）擊敗倍受矚目的工黨候選人、前聯邦部長李米高（Michael Lee）當選悉尼市市長。有評論家指，這顯示選民強烈反對工黨建立「超級議會」的意圖。

## 友好城市
為了促進文化交流、貿易與旅遊，悉尼市議會與下列城市建立了友好城市關係：
- 美国三藩市
- 日本名古屋市
- 新西兰威靈頓
- 英国朴次茅斯
- 加拿大多倫多
- 義大利佛羅倫斯
- 菲律賓馬尼拉